# Heingambiet
Het Heingambiet is in de opening van een schaakpartij een variant van de Evansgambiet en ze is ingedeeld bij de open spelen.
De beginzetten zijn 1.e4 e5 2.Pf3 Pc6 3.Lc4 Lc5 4.b4 d5.
Eco-code C 51.